# Marche (Frankrig)
Grevskabet la Marche var en tidligere fransk provins, der nogenlunde svarer til departementet Creuse. 